# We Never Learn
We Never Learn (japanisch ぼくたちは勉強ができない Bokutachi wa Benkyō ga Dekinai, deutsch ‚Wir können nicht lernen‘, kurz: ぼく勉 BokuBen) ist eine Manga-Serie von Taishi Tsutsui. Die romantische Komödie erschien zwischen 2017 und 2020 in Japan. Eine Adaption als Anime wurde 2019 ausgestrahlt und im deutschsprachigen Raum von Wakanim und Anime on Demand veröffentlicht.

## Handlung
Der Schüler Nariyuki Yuiga kommt aus ärmlichen Verhältnissen mit einer alleinerziehenden Mutter und drei jüngeren Geschwistern. Er ist daher umso erfreuter, als der Direktor der Schule ihm ein Hochschul-Stipendium anbietet. Als Gegenleistung muss er drei Genies der Schule Nachhilfe geben: Fumino Furuhashi ist ein literarisches Genie, aber eine Niete in Mathe, Rizu Ogata ist ein Genie in Mathematik und Naturwissenschaften, ist aber hoffnungslos in geisteswissenschaftlichen Fächern, und Uruka Takemoto ist ein sportliches Genie, versagt aber in allen anderen Fächern. Das Problem bei ersteren beiden ist jedoch, dass Fumino unbedingt Astronomie studieren will und Rizu Psychologie. Beide sind daher anfangs nicht sehr erfreut, dass ihnen erneut ein Tutor vorgesetzt wird, da vorherige sie gedrängt hatten, Fächer zu studieren, in denen ihre „Talente nicht vergeudet wären“. Nariyuki setzt sich jedoch unermüdlich für sie ein und hilft ihnen auch auf persönlicher Ebene, wodurch beide schnell auftauen und sich in ihn verlieben, wie auch Uruka, die ihn schon von ihrer vorigen Schule kennt. Er freundet sich aufgrund seiner großen Hilfsbereitschaft zudem mit weiteren Frauen an, darunter die Lehrerin Mafuyu Kirisu sowie die angehende Studentin Asumi Kominami. Gleichzeitig wachsen durch seine Unterstützung nicht nur die Mädchen charakterlich, sondern auch Nariyuki selber.

## Veröffentlichung
Das Werk von Taishi Tsutsui erschien zwischen dem 6. Februar 2017 (Ausgabe 10/2017) und 21. Dezember 2020 in Shūeishas Manga-Magazin Shūkan Shōnen Jump, das sich an ein männliches jugendliches (Shōnen) Publikum richtet. Die Kapitel wurden in insgesamt 21 Sammelbänden (Tankōbon) zusammengefasst. Bis Februar 2019 verkaufte sich die Serie in Print und digital mehr als zwei Millionen Mal. Die Kapitel wurden zeitgleich zur japanischen Veröffentlichung auch kostenfrei weltweit in einer englischen Übersetzung auf Shūeishas Plattform Manga Plus angeboten.
Eine deutsche Übersetzung erschien zwischen November 2019 und März 2023 vollständig bei Kazé bzw. Crunchyroll als Print und E-Book. In den USA erschien das Werk bei Viz Media seit April 2017 in deren digitalem Manga-Magazin Weekly Shonen Jump.

## Anime
Studio Silver und Arvo Animation adaptieren den Manga als Anime-Fernsehserie. Für Studio Silver ist dies die erste Eigenproduktion einer Fernsehserie, nachdem man zuvor nur unterstützend an Serienproduktionen beteiligt war. Arvo Animation ist wiederum ein neu gegründetes Studio, dass zuvor nur in untergeordneter Position an der Produktion von Hanebado! beteiligt war. Regie führt Yoshiaki Iwasaki, während das Serienskript von Gō Zappa stammt und das Charakterdesign von Masakatsu Sasaki für das Animeformat adaptiert wurde.
Die erste Folge wurde am 7. April 2019 kurz nach Mitternacht (und damit am vorigen Fernsehtag) auf TV Tokyo, Gunma TV, Tochigi TV und BS11 ausgestrahlt, sowie mit bis zu knapp zwei Wochen Versatz auch auf Mainichi Hōsō, AT-X, TV Aichi und Nagasaki Bunka Hōsō.
Im englischsprachigen Raum wurde die von Aniplex of America lizenziert und im Simulcast durch Crunchyroll, Hulu und Funimation gestreamt, durch Erstere zusätzlich noch im lateinamerikanischen Raum. Im deutsch Raum wurde die Serie zeitgleich durch Wakanim und Anime on Demand gestreamt. Aufgrund des Zeitzonenunterschieds geschieht dies westlich von Japan seit dem 6. April 2019.
Die deutsche Veröffentlichung der Anime-Adaption übernimmt, wie auch schon beim Manga, Kazé. Seit dem 24. August 2020 erscheint dieser.

### Synchronisation
Die Synchronisation entstand in den G&G Studios in Kaarst. Dialogregie übernahm Richard Westerhaus.
| Rolle            | japanischer Sprecher (Seiyū) | deutscher Sprecher           |
| ---------------- | ---------------------------- | ---------------------------- |
| Nariyuki Yuiga   | Ryouta Oosaka                | Philip Süß                   |
| Fumino Furuhashi | Haruka Shiraishi             | Leyla Trebbien               |
| Rizu Ogata       | Miyu Tomita                  | Céline Vogt                  |
| Uruka Takemoto   | Sayumi Suzushiro             | Poetine Alija                |
| Asumi Kominami   | Madoka Asahina               | Eleni Möller-Architektonidou |
| Mafuyu Kirisu    | Lynn                         | Nicole Hise                  |
| Hazuki Yuiga     | Mayu Mineda                  | Jana Dunja Gries             |
| Chinami Umihara  | Kana Asumi                   | Marie-Jeanne Widera          |
| Ayuko Kawase     | You Taichi                   | Lea Fleck                    |
| Haruma Kobayashi | Kengo Kawanishi              | Patrick Mölleken             |

### Musik
Die Serienmusik wurde von Masato Nakayama komponiert. Der Vorspanntitel Seishun Seminar (セイシュンゼミナール Seishun Zemināru, deutsch ‚Seminar der Jugend‘) wurde von Takahiro Yamada komponiert und Saori Kodama getextet. Der Abspanntitel Never Give It Up!! wurde von Maiko Iuchi komponiert und von Mami Kawada getextet. Beide Stücke wurden von Study gesungen, d. h. den Synchronsprecherinnen der drei Protagonistinnen in ihrer jeweiligen Rolle.